# Mustapha Dahleb
Mustapha Dahleb, nacido el 8 de febrero de 1952 en Bugía fue un futbolista internacional argelino. Su carrera como jugador se desarrolló, entre 1969 y 1985, donde se desempeñó en las posiciones de mediapunta, Centrocampista y segundo delantero, se formó en el CS Sedan, donde después ficha por París Saint-Germain, con el que ganó la Copa de Francia en 1982 y 1983.
Vistió la camiseta del club Parisien 1974 hasta 1984. Él fue el capitán del equipo en 1976 hasta 1978, fue nombrado mejor jugador extranjero del campeonato de Francia en 1977 por France Football. Gran anotador, Mustapha Dahleb es considerado uno de los mejores delanteros de su generación y uno de los mejores jugadores que han jugado en el campeonato de Francia con 102 goles marcados. Es uno de los máximos goleadores de la historia del Paris Saint-Germain con 98 goles, incluyendo 85 goles en División 1.
Fue Internacional argelino, en 20 ocasiones entre 1971 y 1983, con Argelia llegó a disputar la Copa del Mundo de 1982. Es considerado como uno de los mejores futbolistas de la historia del continente Africano.

## Carrera

### CS Sedan Ardennes
En 1969, Mustapha Dahleb juega su primer partido contra el SCO Angers en primera división a los 17 años. En su único encuentro en esta temporada que concluyó con un tercer lugar en el campeonato, catorce puntos del campeón Etienne. El mismo año, el club se encuentra en la semifinal de la Copa de Francia contra el Girondins de Burdeos. Después de un empate sin goles en el primer sedán de juego se elimina cuatro goles a tres en el partido de vuelta. 
En 1971, sin embargo, debe volver a Argelia por su servicio militar. Luego se unió al personal de la CR Belcourt. Sin embargo, no está en el primer plano del equipo, Hacène Lalmas, Mokhtar Khalem ser titulares. 
Ganó el primer equipo a partir de noviembre de 1971. Luego fue seleccionado por primera vez con la selección militar de Argelia y juega su primer partido el 24 de noviembre de 1971, en contra de la Libia. 
Volvió a CS Sedan Ardennes en septiembre de 1973. Permaneció allí durante toda la temporada y registró diecisiete goles en 27 partidos. El club se ve relegado a la división 2 al final de la temporada.

### Paris Saint-Germain
Mustapha Dahleb llega al Paris Saint-Germain en 1974, impulsado por Just Fontaine, el presidente del club, Daniel Hechter, se movilizan para 1,35 millones de francos suizos, una cantidad récord para la transferencia en Francia en el momento. 
Al final de su primera temporada, el PSG terminó decimoquinto 1 División pero Dahleb sin embargo, marcó los espíritus del club una gran temporada en el que anotó 13 goles en 29 partidos. Tres años después de su llegada, Just Fontaine se sustituye por Velibor Vasovic. Este último ofrece la capitanía a Mustapha Dahleb que está colocado de nuevo como un creador de juego. 
En 1978, el Paris Saint-Germain firmar Dahleb encabezada por su mayor victoria ante el Olympique de Marsella con una puntuación de cinco goles a uno. Los jugadores de la capital dedican este éxito a su presidente Daniel Hechter, despedido hace dos días tras el escándalo del "billete doble 'Park. Mustapha Dahleb en las gradas para ofrecer el balón del partido al presidente depuesto. 
En 1982, con Dahleb como capitán, primeros éxitos Paris Saint-Germain, ganando dos tazas de Francia de forma consecutiva en 1982 y 1983. Ganó la Copa de Francia 1982 con el PSG al vencer al AS Saint-Étienne, entonces dirigido por Michel Platini, ganando seis tiros libres en cinco después de un gol empate sobre el tiempo reglamentario. La temporada siguiente, volvió a ganar el 1983 Copa de Francia al ganar tres goles a dos contra el FC Nantes en la final. Paris Saint-Germain vio sus primeras epopeyas europeos en 1982-1983 que termina en los cuartos de final contra el equipo belga Waterschei. El PSG-Waterschei en la Recopa, es considerado el primer evento europeo importante del PSG. PSG, que ganó dos a cero para volver a casa, son los favoritos para la calificación. Es precisamente en este enfrentamiento contra el ganador de la Copa de Bélgica el récord de asistencia en el Parque de los Príncipes sigue siendo la más alta con casi 49.575 espectadores. Pero en el partido de vuelta, los belgas ganan tres goles a cero después de la hora extra y calificar. La siguiente temporada, el PSG califica de nuevo por los Recopa y todavía se retire estrecho margen en la segunda ronda por la Juventus de Michel Platini después de dos empates, dos goles de todo en casa y otro juego sin goles a afuera. En 1984 Dahleb deja el PSG para unirse al OGC Nice. En Su paso por el club parisino convirtió 98 goles en 310 partidos.

### Niza
Dahleb pasa a Niza que juega en la División 2 en 1984. Después de una temporada terminó en tercer lugar en el Grupo A. La temporada siguiente, el club terminó segundo en el Grupo A por detrás del Olympique de Marsella y presas de molestia. Después de una victoria contra Havre AC pre-presas, Niza, disputada cinco goles a tres en los dos partidos, el CP Racing. En 1985, Mustapha Dahleb y sus compañeros ganaron el Grupo B con el mejor ataque y la segunda mejor defensa y encuentra la División 1. En el partido del grupo de campeones, Niza es golpeado por Le Havre AC en la puntuación de cinco goles a dos en dos juegos. En 1985, Mustapha Dahleb retira. Posteriormente, se trasladó a la región de París y es responsable de su conversión al mismo tiempo en el mundo del fútbol para ayudar a integrar a los jóvenes y participar en obras de caridad.

## Selección de Argelia

### Copa Africana de Naciones 1982
En 1981, el número 15 en Dahleb disputa con Argelia califica para la Copa Africana de Naciones de fútbol en 1982, ganando entre otras siete goles a cero contra Burkina Faso. La Argelia comienza el año 1982 por la Copa de África, califica para las semifinales después de tomar nueve puntos de nueve en la fase de grupos, pero será eliminado en las semifinales frente a Ghana tras adicional, y también perdió la pequeña final contra Zambia, lo que coloca cuarto.

### 1982 Copa del Mundo
Dahleb número 15 en la fila 1982 Copa del Mundo en España, la primera final a Argelia con la que derrotó a la Alemania, convirtiéndose en la primera nación europea en perder contra un equipo africano, y en particular brilló en la victoria ante Alemania Occidental (2-1), antes de ser eliminado siguiendo el "juego de la vergüenza" entre Alemania y Austria. El partido Alemania - Austria, apodado el "partido de la vergüenza" tiene que decidir el destino de los argelinos de hecho, sólo una estrecha victoria de los alemanes puede calificar a los dos países europeos, a expensas de Argelia. Después de diez minutos, Hrubesch abrió el marcador para Alemania. Por lo tanto y debido a este hallazgo ganar-ganar, los dos equipos se conformaron con inocuo pases hasta el final del juego. Ante un público atónito, este espectáculo de juego no fue transmitido en las televisiones de todo el mundo. Después de que el partido de varios jugadores alemanes han expresado su absoluta falta de entendimiento con duras críticas en la propia Alemania. Kicker Sportmagazin se negó a evaluar el juego o los jugadores: No podemos dar ninguna estrella que participan, ya que no había partido de fútbol en Gijón. "Bajo el título" No saben lo que han causado. Ahora todos los últimos partidos de la primera fase tuvo lugar en el mismo día y al mismo tiempo, poniendo fin a los cálculos estratégicos. 

## Clubes
| Club                | País    | Año         | Partidos | Goles |
| ------------------- | ------- | ----------- | -------- | ----- |
| CS Sedan-Ardennes   | Francia | 1970 - 1972 | 5        | 4     |
| CR Belcourt         | Argelia | 1972 - 1973 | 20       | 12    |
| CS Sedan-Ardennes   | Francia | 1973 - 1974 | 28       | 17    |
| Paris Saint-Germain | Francia | 1974 - 1984 | 310      | 98    |
| OGC Nice            | Francia | 1984 - 1985 | 21       | 4     |

## Estilo de juego
Mustapha Dahleb tenía capacidades físicas muy por encima de la mayoría de los jugadores en el momento. Jugador no estándar cuya única culpa es haber ganado nada con su equipo nacional, Dahleb prefigurada en la década de 1970, el jugador moderno, tanto caracterizan por sus cualidades físicas y talento técnico y es capaz de las acciones más dura y más salvaje, se podría realizar trucos impresionantes goteo y. Todas las competiciones Mustapha Dahleb anotaron 137 goles en 403 partidos, una proporción de aproximadamente 0,33 gol por partido.

## Premios personales
En 1977, Mustapha Dahleb fue nombrado mejor jugador extranjero del campeonato de Francia por la revista France Football. En 2001, Mustapha Dahleb elegido Fennec siglo (Mejor jugador de todos los tiempos de Argelia). la 11 de julio de 2003 Está hecho Caballero de la Legión de Honor por sus "treinta y tres años de actividades deportivas" por Jacques Chirac en 2004, Dahleb recibió la estrella de oro de Argelia por la revista de la competencia. Mustapha Dahleb es el mejor anotador en la historia de Paris Saint-Germain en el Campeonato de Francia con 85 goles entre 1974 y 1984.

## Dahleb visto por otros
"Tengo una debilidad por Mustapha Dahleb que marcó su tiempo. Tenía un talento excepcional, que es un creador que tiene el perfil de los jugadores habló de hoy como Messi. Dahleb era un genio por encima de todo, él era capaz de cualquier cosa. Este es el mejor jugador en la historia del PSG." 
- Raymond Domenech 
"Dicen que cuando Dahleb no jugó parque, la Torre Eiffel se inclinaba dolor." 
- Francis Borelli